# Бортовський Матвій Несторович
Матвій Нестерович Бортовский (1918—1962) — полковник Радянської Армії, учасник радянсько-фінської та радянсько-німецької воєн, Герой Радянського Союзу (1945).

## Біографія
Матвій Бортовський народився 17 липня 1918 року в селі Довбиші (нині — Чуднівський район Житомирської області України) в сім'ї селянина. Закінчив вісім класів школи.
У 1938 році був призваний на службу в Робітничо-селянську Червону Армію. Брав участь у радянсько-фінській війні. В 1941 році вступив у ВКП(б). З початку радянсько-німецької війни — на її фронтах.
У 1943 році закінчив бронетанкові курси удосконалення офіцерського складу. До квітня 1945 року майор Матвій Бортовський командував 9-м танковим полком 19-ї механізованої бригади 1-го механізованого корпусу 2-ї гвардійської танкової армії 1-го Білоруського фронту. Відзначився під час боїв у Німеччині.
19 квітня 1945 року в районі населеного пункту Герцгорн в 10 кілометрах на північ від міста Букков полк Бортовського знищив 30 гармат і близько 200 ворожих солдатів і офіцерів. 24 квітня, перебуваючи у передовому загоні корпусу, полк прорвався в північну частину Берліна і захопив військовий завод і склад, де були виявлені 48 нових справних гармат, понад 150 запасних стволів до гармат і 2 тисячі кулеметів.
Указом Президії Верховної Ради СРСР від 31 травня 1945 року «за успішне командування полком, зразкове виконання бойових завдань командування і проявлені при цьому геройство і мужність» майор Матвій Бортовський був відзначений званням Героя Радянського Союзу з врученням ордена Леніна і медалі «Золота Зірка» за номером 5845.
Після закінчення війни Бортовський продовжив службу в Радянській Армії. У 1952 році закінчив Військову академію бронетанкових і механізованих військ, після чого був у ній викладачем. Помер 12 червня 1962 року, похований на Введенському кладовищі (10 діл.).
Також був нагороджений двома орденами Червоного Прапора, орденами Олександра Невського і Червоної Зірки, а також низкою медалей.